# Приморска бановина
Приморска бановина је била управна јединица у Краљевини Југославији.
Успостављена је 1929, и постојала је све до 1939. године, када је преорганизовањем темељем споразума Цветковић-Мачек, спојена са Савском бановином и још неколико мањих подручја у Бановину Хрватску.

## Географија
Приморска Бановина је обухватала највећи део јужне Хрватске, конкретно Далмације (осим дубровачког подручја, које се нашло у Зетској бановини, али и Задра, који је био под италијанском влашћу), као и западне Херцеговине, средишње Босне, те ливањски и дувањски крај.
Име је добила по томе што је укључивала највећи део морске обале тадашње Краљевине Југославије.
Главни град Приморске бановине је био Сплит.

## Демографија
| православна       | 138.375 |
| римокатоличка     | 692.496 |
| евангелистичке    | 211     |
| остале хришћанске | 618     |
| исламска          | 69.360  |
| без конфесије     | 600     |
| УКУПНО            | 901.660 |

## Банови
Банови Приморске бановине у периоду 1929—1939. су били:
| Портрет | Ред | Име и презиме (Датум рођења и смрти) | Почетак мандата | Крај мандата    | Странка |
| ------- | --- | ------------------------------------ | --------------- | --------------- | ------- |
|         | 1.  | Иво Тартаља                          | 9. октобар 1929 | 1932            |         |
|         | 2.  | Јосип Јаблановић                     | 1932            | 1938            |         |
|         | 3.  | Мирко Буић                           | 1938            | 26. август 1939 |         |